# Athletic Bilbao (Frauenfußball)
Die Frauenfußballabteilung des Sportvereins Athletic Bilbao (offiziell: Athletic Club) aus Spanien besteht seit 2002.

## Geschichte
Die Ursprünge von Athletics Frauenfußballabteilung gehen zurück auf die im Jahr 1970 in der Gemeinde Sondika gegründete Spielerinnenvereinigung der Maiona de Sondika, die in den achtziger Jahren in den lokalen Verein CD Sondika inkorporiert wurde. Von 1993 an gehörte CD Sondika der ersten Liga der spanischen Meisterschaft an, bis der Club nach dem Ende der Saison 1999/2000 sich aus finanziellen Erwägungen von seiner Frauenmannschaft trennte. Die heimatlos gewordenen Spielerinnen gründeten in Leioa die Leioa Euskadiko Futbol Federakundea, die schon am 1. Januar 2002 als neue Vereinssektion in den Athletic Club von Bilbao inkorporiert wurde.
Bereits in ihrer ersten Spielzeit 2002/03 konnten die Frauen von Athletic den ersten von insgesamt fünf Meistertiteln gewinnen und damit im ersten Jahrzehnt nach der Jahrtausendwende gemeinsam mit Rayo Vallecano und Levante UD eine sportliche Dominanz im spanischen Frauenfußball begründen. Nach dem Jahr 2010 musste sich Athletic hinter die neue Vormacht des FC Barcelona und Atlético Madrid einreihen, die sie nur in der Spielzeit 2015/16 durchbrechen konnten.
Die Personalpolitik der Frauensektion unterliegt der Vereinssatzung Athletics, wonach nur Spielerinnen die in dem als Kulturraum zusammengefassten Baskenland, einschließlich Navarras und dem französischen Baskenland geboren wurden bzw. in der Jugend von baskischen Vereinen ausgebildet wurden, verpflichtet werden.

## Erfolge
| Spanische Meisterschaft | (5×): | 2003, 2004, 2005, 2007, 2016             |
| Baskenlandpokal         | (7×): | 2011, 2013, 2014, 2015, 2016, 2017, 2018 |
| Trofeo Teresa Herrera   | (2×): | 2017, 2018                               |